# The Sims Online
The Sims Online è un MMOG realizzato da Maxis e pubblicato da Electronic Arts nel 2002. Il gioco nel 2007 ha subito un restyling ed è stato rinominato EA-Land, ma poco tempo dopo il gioco è stato definitivamente abbandonato da EA, che ha chiuso i server che lo ospitavano.